# Derental
Derental ist eine Gemeinde im Landkreis Holzminden in Niedersachsen (Deutschland) und Mitgliedsgemeinde der Samtgemeinde Boffzen.

## Geografie

### Geografische Lage
Derental liegt im Südwestteil des Mittelgebirges Solling im Naturpark Solling-Vogler in einem geologischen Graben. In Richtung Südwesten fällt die zumeist bewaldete Mittelgebirgslandschaft durch das Steimketal zur nahen Weser ab.

## Geschichte
Derental wurde zur Zeit Heinrichs des Jüngeren (1489–1568) erstmals in Aufzeichnungen erwähnt. Die evangelische Kirche St. Markus wurde 1575 errichtet.
Im Zuge der Gebietsreform in Niedersachsen wurde Derental am 1. Januar 1973 Mitgliedsgemeinde der Samtgemeinde Boffzen.

## Politik

### Gemeinderat
Der Rat der Gemeinde Derental besteht aus neun Ratsfrauen und Ratsherren. Dies ist die festgelegte Anzahl für die Mitgliedsgemeinde einer Samtgemeinde mit einer Einwohnerzahl zwischen 501 und 1000 Einwohnern. Die Ratsmitglieder werden durch eine Kommunalwahl für jeweils fünf Jahre gewählt. Die aktuelle Amtszeit begann am 1. November 2021 und endet am 31. Oktober 2026.
| Parteien und Wählergemeinschaften | Parteien und Wählergemeinschaften       | % 2021 | Sitze 2021 | % 2016 | Sitze 2016 | % 2011 | Sitze 2011 | % 2006 | Sitze 2006 | Gemeindewahl 2021 %50403020100 43,68 % (+25,79 %p)35,47 % (+1,41 %p)20,85 % (−27,20 %p) WGDSPDFDP20162021 |
| FDP                               | Freie Demokratische Partei              | 20,85  | 2          | 48,05  | 3          | 36,76  | 2          | 26,38  | 1          | Gemeindewahl 2021 %50403020100 43,68 % (+25,79 %p)35,47 % (+1,41 %p)20,85 % (−27,20 %p) WGDSPDFDP20162021 |
| SPD                               | Sozialdemokratische Partei Deutschlands | 35,47  | 3          | 34,06  | 3          | 36,76  | 3          | 44,89  | 4          | Gemeindewahl 2021 %50403020100 43,68 % (+25,79 %p)35,47 % (+1,41 %p)20,85 % (−27,20 %p) WGDSPDFDP20162021 |
| WGD                               | Wählergemeinschaft Derental             | 43,68  | 4          | 17,89  | 2          | 26,48  | 3          | 28,73  | 3          | Gemeindewahl 2021 %50403020100 43,68 % (+25,79 %p)35,47 % (+1,41 %p)20,85 % (−27,20 %p) WGDSPDFDP20162021 |
| gesamt                            | gesamt                                  | 100,0  | 9          | 100,0  | 8          | 100,0  | 8          | 100,0  | 8          | Gemeindewahl 2021 %50403020100 43,68 % (+25,79 %p)35,47 % (+1,41 %p)20,85 % (−27,20 %p) WGDSPDFDP20162021 |
| Wahlbeteiligung in %              | Wahlbeteiligung in %                    | 70,21  | 70,21      | 73,87  | 73,87      | 70,38  | 70,38      | 68,99  | 68,99      | Gemeindewahl 2021 %50403020100 43,68 % (+25,79 %p)35,47 % (+1,41 %p)20,85 % (−27,20 %p) WGDSPDFDP20162021 |

### Bürgermeister
Seit September 2018 ist Günter Rehling (WGD) ehrenamtlicher Bürgermeister von Derental. Seine Stellvertreter sind Dagmar Tatschner (WGD) und Kai Zimmermann (SPD).

### Wappen
| Wappen von Derental | Blasonierung: „In Grün ein sitzender, aufbrüllender, silbern (weiß) bewehrter und rotbezungter goldener (gelber) Löwe, dem ein silberner (weißer) Speer, um den sich der erhobene Schwanz ringelt, im Rücken steckt. Von der Speerwunde rinnt ein roter Blutstropfen herab.“ |
| Wappen von Derental | Wappenbegründung: Das Wappen erinnert an eine angebliche Löwenjagd, welche 1902 im Gemeindegebiet stattgefunden hat. Nach erfolgreichem Erlegen des Tieres stellte man jedoch fest, dass es ein Bernhardiner war. Die Derentaler trugen daraufhin in den umliegenden Orten den Necknamen Löwenjäger. Davon ließ man sich jedoch nicht beeindrucken und platzierte den erlegten „Löwen“ auf Wappen und Flagge. Das Motiv findet sich etwas anders tingiert auch in Feld 2 des Wappens der Samtgemeinde Boffzen. |

### Flagge
|  | 00Hissflagge: „Die Flagge ist grün-gelb-rot quergestreift mit dem aufgelegten Wappen in der Mitte zum Liek hin verschoben.“ |

## Kultur und Sehenswürdigkeiten

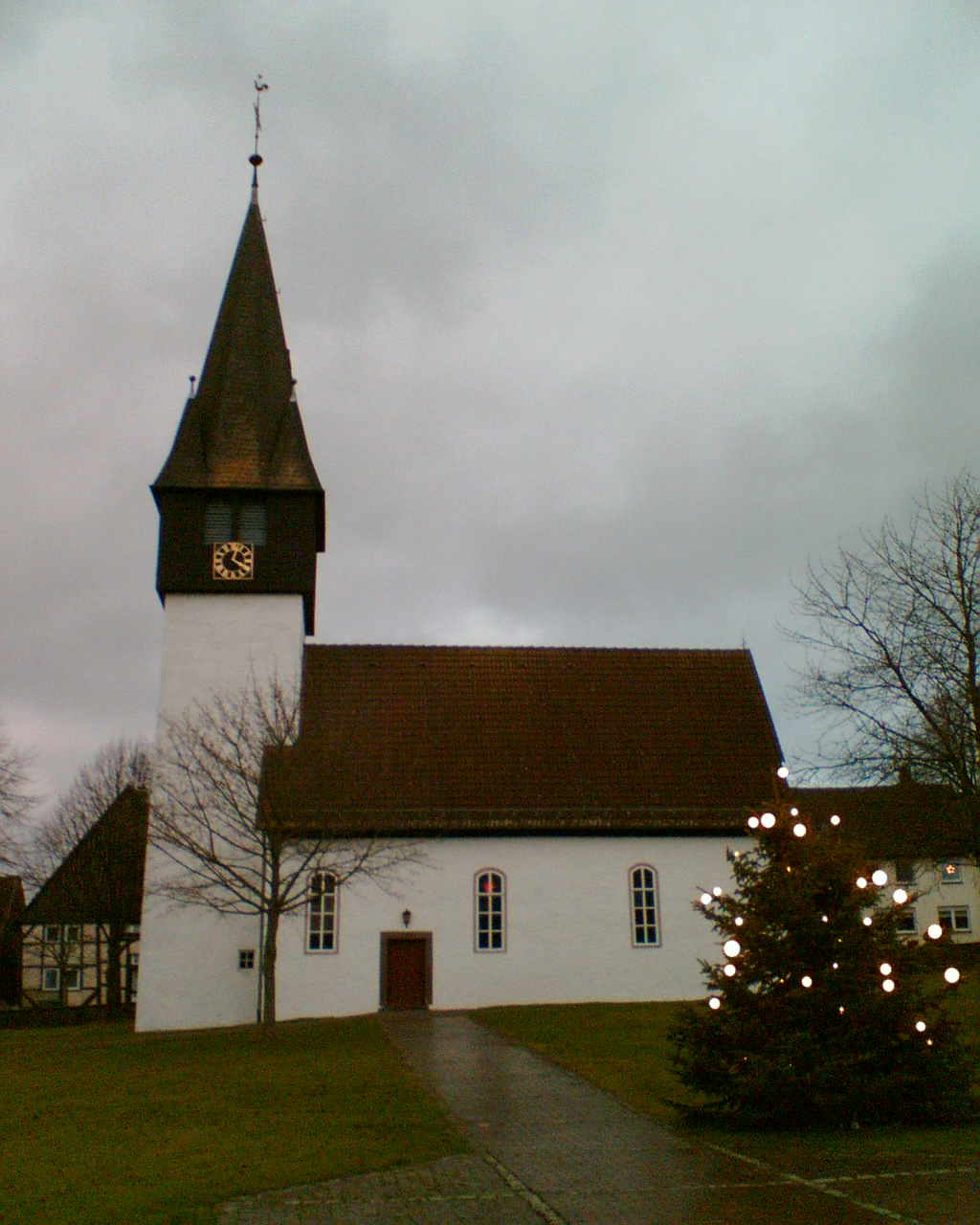
Kirche

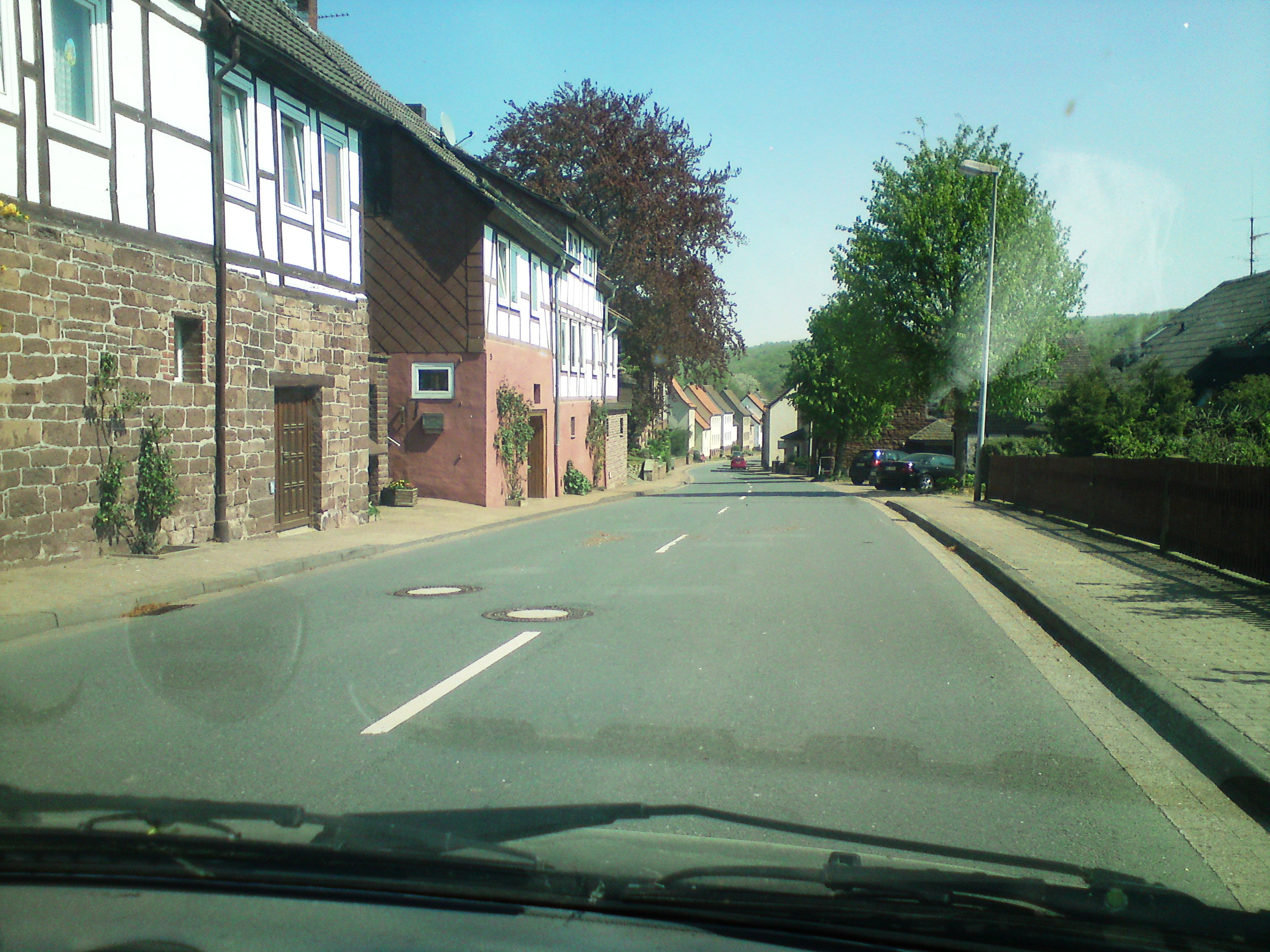
Neuhäuser Straße (Anger)

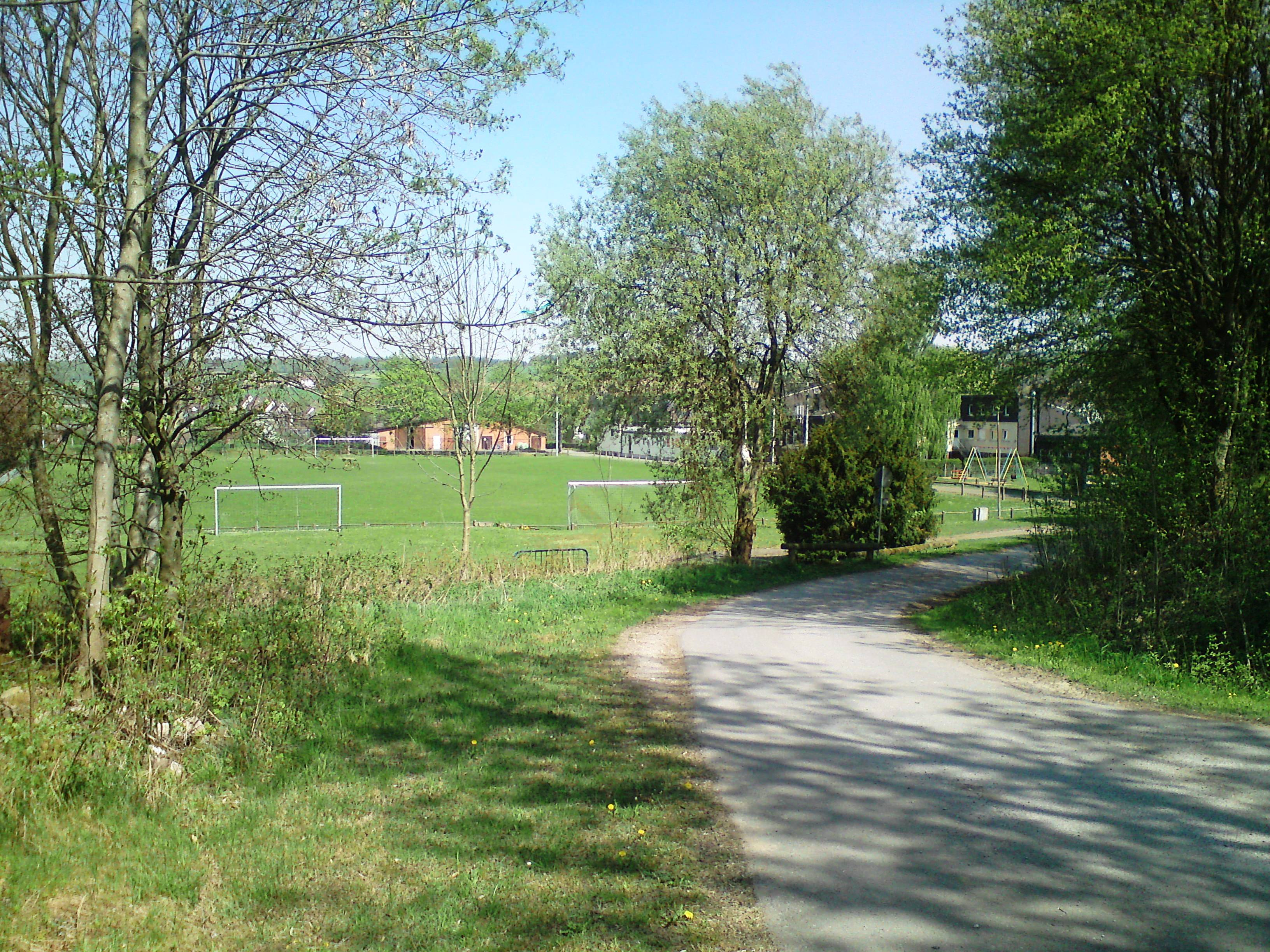
Sportplatz Derental

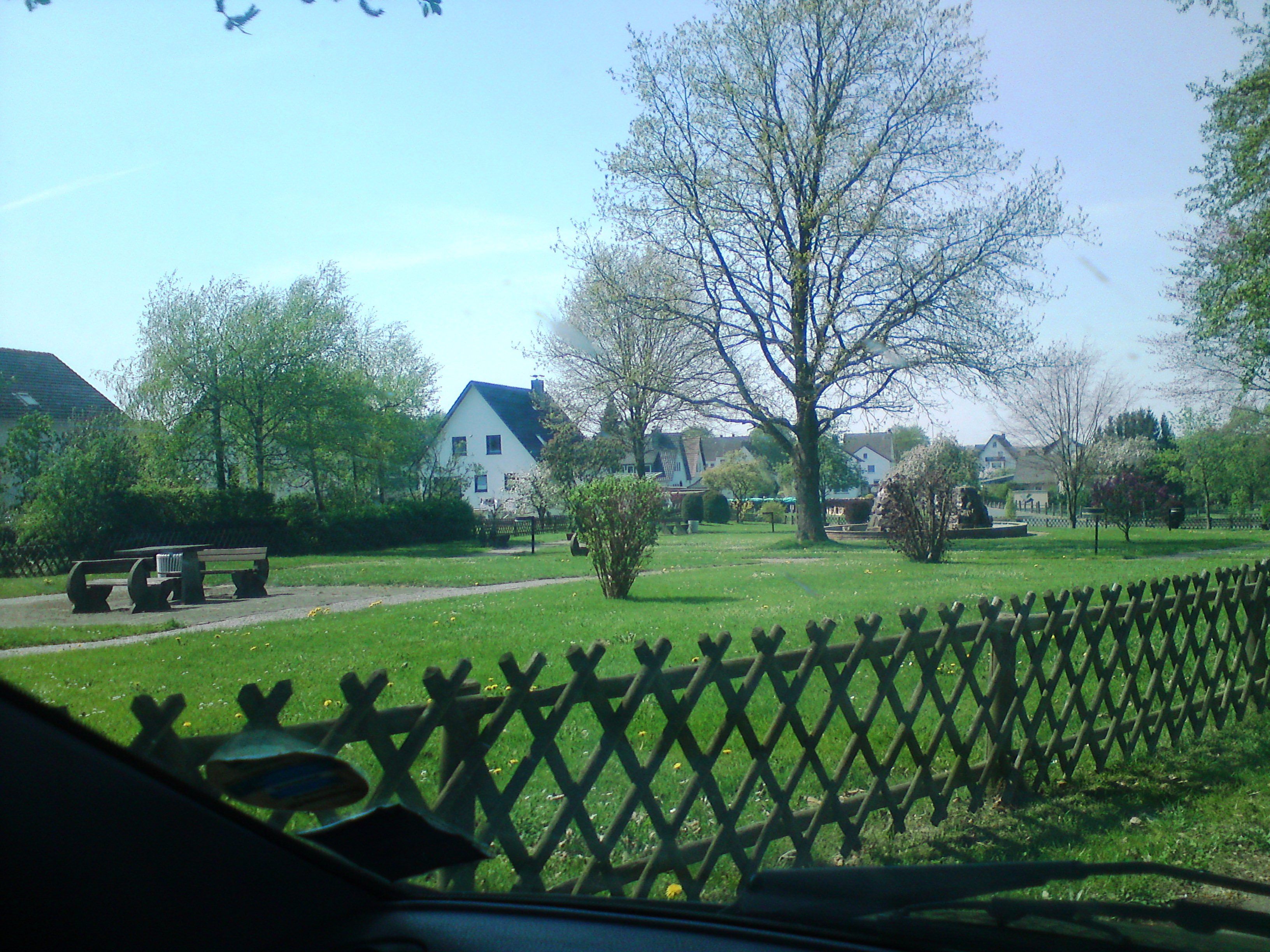
Derentaler Park

- Bredenstein

## Wirtschaft und Infrastruktur

### Wirtschaft
Derental lebt vor allem vom Tourismus mit mehreren Pensionen und war bis Ende 2010 staatlich anerkannter Erholungsort.

### Bauten
Im Ort gibt es ein Warmwasser-Hallenbad (bis 30 °C), einen Sportplatz und einen Schießstand im Dorfgemeinschaftshaus.
Das Hallenbad ist seit Mitte 2013 durch die Mehrheitsfraktion der Samtgemeinde Boffzen geschlossen. Einer Übernahme durch den Förderverein wurde auch 2014 nicht zugestimmt.

### Verkehr
Über die Kreisstraße 53 besteht eine Verbindung nördlich nach Fürstenberg, östlich zur Bundesstraße 241 und über die Kreisstraße 54 westlich nach Meinbrexen zur Landesstraße 550.
Die nächstgelegenen Bahnstationen sind Lauenförde-Beverungen (7 km) an der Bahnstrecke Ottbergen-Northeim/Göttingen (KBS 356) und Höxter Rathaus (12 km) an der Bahnstrecke Altenbeken–Kreiensen (KBS 403 und 355). Zudem bestehen Busverbindungen nach Beverungen, Fürstenberg, Höxter und Holzminden.

### Bildung
Von 1732 bis 1974 bestand eine Dorfschule (Volksschule). Die Schüler nutzen heute die Grundschule Lauenförde sowie die Hauptschule, Realschule und Gymnasium im nordrhein-westfälischen Beverungen. In Derental gibt es außerdem noch einen Kindergarten.